# Cladonia cylindrica
Cladonia cylindrica  (A. Evans) A. Evans (1950), è una specie di lichene appartenente al genere Cladonia,  dell'ordine Lecanorales.
Il nome proprio deriva dall'aggettivo latino cylindricus, -a, -um, che significa a forma di cilindro, ad indicare la forma dei podezi.

## Caratteristiche fisiche
Il fotobionte è principalmente un'alga verde delle Trentepohlia..
All'esame cromatografico sono state rilevate tracce consistenti di acido grayanico e acido fumarprotocetrarico.

## Habitat
Rinvenuto su suolo e su legni marcescenti.

## Località di ritrovamento
La specie è stata rinvenuta nelle seguenti località:
- USA - (Alabama, Carolina del Sud, Connecticut, Illinois, Indiana, Iowa, Maine, Michigan, Mississippi, New Jersey, New York, Ohio, Vermont, Virginia Occidentale, Wisconsin).

## Tassonomia
Questa specie appartiene alla sezione Cladonia; a tutto il 2008 sono state identificate le seguenti forme, sottospecie e varietà:
- Cladonia cylindrica f. cylindrica (A. Evans) A. Evans (1950).
- Cladonia cylindrica f. ramosa (A. Evans) A. Evans (1950).
- Cladonia cylindrica f. scyphifera A. Evans (1950).
- Cladonia cylindrica f. squamulosa (Robbins) A. Evans (1950).
- Cladonia cylindrica f. symphycarpea (Flörke) M. Choisy (1951), (= Cladonia symphycarpia).
- Cladonia cylindrica var. brebissonii (Delise) M. Choisy (1951).
- Cladonia cylindrica var. cylindrica (A. Evans) A. Evans (1950).
- Cladonia cylindrica var. squamigera (Vain.) M. Choisy (1951), (= Cladonia macilenta).
- Cladonia cylindrica var. tenetia (Delise) M. Choisy (1951).
- Cladonia cylindrica var. vermicularis (Rabenh.) M. Choisy (1951), (= Cladonia macilenta).